# Герб Німецької імперії
Герб Німецької імперії — щит, в золотому полі якого чорний орел з червоними лапами, зі срібним щитком на грудях. У щитку малий прусський орел. Щит вінчає імператорська німецька корона і оточує ланцюг ордена Чорного орла.

## Історія
Чорний орел з червоними лапами і щитком з прусським орлом був малим гербом імперії і головним елементом великого герба Німецької імперії: орел в щиті, навколо щита  ланцюг з Орденом Чорного орла, над щитом — корона, з боків — міфологічні гіганти з історичними штандартами Бранденбурга та Пруссії. Все це розташовувалося на золотій сіні, підбитій горностаєм з написом «З нами Бог» (нім. Gott mit uns).
Орел завжди займав особливе місце в німецькій геральдиці: найперші зображення орла як німецької символіки відносяться до 12 століття, тобто до епохи правління імператора  Фрідріха Барбаросси. На гербі  Священної Римської імперії, а пізніше  Австрійської імперії також зображувався двоголовий орел на жовтому тлі.